# Peter Danstrup
Peter Danstrup (født 23. april 1954) er en dansk bassist og komponist. Har spillet i flere danske jazz-ensembler og bands som f.eks. John Tchicai & Strange Bros., Cox Orange, Jan Kaspersen trio, Mikkel Nordsø Band. Desuden har han udgivet to plader i eget navn. Albummet 'Untrue Beautiful Things' fra 2012 modtog en Danish Music Award for Årets Jazzudgivelse 2012 og Peter Danstrup modtog prisen som Årets Jazzkomponist 2012. Var rektor for Rytmisk Musikkonservatorium fra 1997-2005. Med trioen Klökkeblömst debuterede han i 2013 med 'Klökkeblömst' og gjorde sig bemærket som akustisk basguitarist.

## Gallery
Fotos: Hreinn Gudlaugsson